# Трес Запотес (археолошко налазиште)
Трес Запотес (енгл. Tres Zapotes), археолошко налазиште у држави Веракруз, Мексико, место старе престонице цивилизације Олмека. Сматра се последњим значајним олмечким центром.